# Monoir
Monoir (анг. Cristian Nicolae Tarcea, настоящее имя Кри́стиан Ни́колае Та́рча; род. 17 апреля 1993, Констанца, Румыния) — румынский певец, автор песен и музыкальный продюсер.

## Биография

### Детство и ранняя жизнь
Кристиан Николае родился 17 апреля 1993 года в портовом городе Констанцае на чёрноморском побережье Румынии. В раннем детстве, когда родители купили ему синтезатор в качестве игрушки, он начал интересоваться музыкой. Тогда и было понятно, что у него есть музыкальные и творческие способности, в 5 лет его отправили на различные музыкальные кружки, а затем и в музыкальную школу, где обучался играть на ударных и фортепиано.
Кристиан окончил Национальный колледж искусств «Реджина Мария» и завершил своё музыкальное образование на факультете искусств, отделение музыкальной педагогики. Среди музыкантов, которые сотрудничали или работали с ним: Александра Стан, Ралука, Оана Раду, Йеллоу, Мохомби, Алекс Мика и Кости Ионицэ.

### Карьера
Он начал заниматься музыкой в возрасте 5 лет, а в 2008 году начал сочинять и продюсировать песни. В 2012 году Кристиан создал собственный лейбл под названием «Thrace Music», по названию его студии. Со временем он изучал фортепиано, ударные инструменты и музыку в целом.
Песня «Скрипичная песня» написана Кристианом Тарчеа, Югой Дианой Косминой, Осакой и Брианной и использует отрывок из народной песни болгарского композитора Николая Кауфмана. Видео снято Богданом Пауном и Александру Мурешаном в Болгарии. За пять месяцев с момента выпуска песня «The Violin Song» набрала более 20 миллионов просмотров только на YouTube -канале Cat Music. Песня заняла первое место в чартах Shazam в Румынии, Болгарии, Греции, России, Турции, Польше, Украине, а также в чартах радио и телевидения.

## Дискография

### Синглы
| Заголовок                                    | Год  | Альбом |
| -------------------------------------------- | ---- | ------ |
| «Ты даешь мне» (в дуэте с Крисом К.)         | 2016 | N/A    |
| «Песня для скрипки» (совместно с Брианной)   | 2016 | N/A    |
| «У нас была любовь» (совместно с Джун)       | 2017 | N/A    |
| «Золотые пески» (совместно с Бьянкой Линта)  | 2017 | N/A    |
| «Спасти ночь» (совместно с Александрой Стэн) | 2017 | N/A    |

## Составные песни и другие материалы
| Песня                             | Год  | Артист                                                      | Продюсер              |
| --------------------------------- | ---- | ----------------------------------------------------------- | --------------------- |
| День за днем                      | 2008 | Cristian Tarcea                                             | Композитор и продюсер |
| Танцевать со мной сегодня вечером | 2009 | Cristian Tarcea                                             | Композитор и продюсер |
| Летний поцелуй                    | 2010 | Cristian Tarcea                                             | Композитор и продюсер |
| Тайная любовь                     | 2010 | Delyno                                                      | Продюсер              |
| Лили Фейс                         | 2011 | Chris Thrace                                                | Композитор и продюсер |
| Поставщик любви                   | 2011 | Chris Thrace                                                | Композитор и продюсер |
| Вечеринка на полу                 | 2011 | Chris Thrace                                                | Композитор и продюсер |
| Ладида                            | 2011 | Chris Thrace în colaborare cu Celia                         | Композитор и продюсер |
| Хабиби                            | 2012 | Glorya                                                      | Композитор и продюсер |
| Все, что мне нужно                | 2013 | Brianna                                                     | Композитор и продюсер |
| Карино                            | 2013 | T-Loco                                                      | Композитор и продюсер |
| Дай мне руку                      | 2013 | Glorya și Mr. Sax                                           | Композитор и продюсер |
| После 3                           | 2013 | Chris Thrace                                                | Композитор и продюсер |
| В воздухе                         | 2013 | White Nights                                                | Композитор и продюсер |
| Позвони в мой колокол             | 2013 | Kate Linn                                                   | Композитор и продюсер |
| Приличный                         | 2014 | Alex Mica                                                   | Продюсер              |
| Свободно                          | 2014 | Brianna                                                     | Продюсер              |
| Один дома                         | 2014 | Chris Thrace                                                | Композитор и продюсер |
| В последнее время ребенок         | 2014 | Optimum în colaborare cu Brianna                            | Композитор и продюсер |
| Лесной пожар                      | 2014 | Kate Linn                                                   | Композитор и продюсер |
| Зайна                             | 2014 | Kate Linn în colaborare cu Chris Thrace                     | Композитор и продюсер |
| О вас                             | 2015 | Brianna                                                     | Продюсер              |
| Джазовая сучка                    | 2015 | Drei Ros                                                    | Продюсер              |
| Вы                                | 2015 | Osaka și Optimum                                            | Продюсер              |
| Вчера спать                       | 2015 | Optimum                                                     | Композитор и продюсер |
| Заботиться о                      | 2015 | Chris Thrace                                                | Композитор и продюсер |
| Спускаться                        | 2015 | Chris Thrace în colaborare cu Eli                           | Композитор и продюсер |
| Люби меня                         | 2015 | Osaka și Optimum                                            | Композитор и продюсер |
| Снова и снова                     | 2015 | Kate Linn                                                   | Композитор и продюсер |
| Пой громко                        | 2015 | Chris Thrace în colaborare cu Kate Linn                     | Композитор и продюсер |
| Тик-так                           | 2015 | Chris Thrace                                                | Композитор и продюсер |
| Ялла Хабиби                       | 2015 | Reyna Vox                                                   | Композитор и продюсер |
| Вы                                | 2015 | ARPY                                                        | Композитор и продюсер |
| Прекрасный дикарь                 | 2016 | Starla Edney                                                | Композитор и продюсер |
| Стань моей любовью                | 2016 | Starla Edney                                                | Композитор и продюсер |
| Где угодно                        | 2016 | Chris K                                                     | Композитор и продюсер |
| Небеса                            | 2016 | Inna                                                        | Ремиксер              |
| Рендез Вус                        | 2016 | Inna                                                        | Ремиксер              |
| Ялла                              | 2016 | Inna                                                        | Ремиксер              |
| Вчера ты был                      | 2016 | Raluka                                                      | Продюсер              |
| Джазовая чика                     | 2016 | Drei Ros în colaborare cu Krisha                            | Продюсер              |
| Я любил тебя                      | 2016 | DJ Sava în colaborare cu Irina Rimes                        | Ремиксер              |
| Как это                           | 2016 | Brianna                                                     | Продюсер              |
| Луна                              | 2016 | Dr. Mako și Friends în colaborare cu Jack Hawitt            | Продюсер              |
| Мало любви                        | 2016 | Mark Duvall și Chris Thrace în colaborare cu Olivia Diamond | Продюсер              |
| Потерян без тебя                  | 2016 | Afgo și Liviu Hodor în colaborare cu Jack Hawitt            | Ремиксер              |
| Разум                             | 2016 | Chris Tharce                                                | Композитор и продюсер |
| Привет Ла                         | 2016 | Kate Linn                                                   | Композитор и продюсер |
| Положи это сверху                 | 2016 | YellLow                                                     | Композитор и продюсер |
| Скрипичная песня                  | 2016 | Monoir în colaborare cu Brianna                             | Композитор и продюсер |
| Моя любовь                        | 2016 | WIDY                                                        | Композитор и продюсер |
| Да, мы могли бы                   | 2016 | Monoir                                                      | Продюсер              |
| Ты даёшь мне                      | 2016 | Monoir și Chris K                                           | Продюсер              |
| Всю ночь                          | 2017 | Kate Linn                                                   | Композитор и продюсер |
| Я отдал все                       | 2017 | 3 sud est                                                   | Продюсер              |
| Танцевальный танец                | 2017 | Starla Edney                                                | Композитор и продюсер |
| Воскресенье                       | 2017 | DJ Project în colaborare cu Elena                           | Продюсер              |
| Эдерлези                          | 2017 | Anca Pop în colaborare cu Goran Bregović                    | Композитор и продюсер |
| Найди меня                        | 2017 | Osaka în colaborare cu Brianna                              | Композитор и продюсер |
| Золотые пески                     | 2017 | Monoir în colaborare cu Bianca Linta                        | Композитор и продюсер |
| Ложь и любовь                     | 2017 | Aniri                                                       | Продюсер              |
| Как девственница                  | 2017 | Alexandra Stan                                              | Ремиксер              |
| Лики Лики                         | 2017 | Lucian Coloreza în colaborare cu Danny Mazo                 | Продюсер              |
| Живи фантазией                    | 2017 | Abriel                                                      | Композитор и продюсер |
| Ты лгал мне                       | 2017 | Oana Radu în colaborare cu Eli                              | Композитор и продюсер |
| Больше, чем друзья                | 2017 | Lorena                                                      | Композитор и продюсер |
| Движущийся наркотик               | 2017 | Cyutz în colaborare cu Thrace                               | Композитор и продюсер |
| Мой поцелуй                       | 2017 | Dr. Mako în colaborare cu Alice S                           | Продюсер              |
| Убегать                           | 2017 | Max Well în colaborare cu Dante                             | Продюсер              |
| Поцелуй меня крепко               | 2017 | Gloria                                                      | Продюсер              |
| У нас была любовь                 | 2017 | Monoir în colaborare cu June                                | Композитор и продюсер |
| Красивая жизнь                    | 2017 | Sasha Lopez în colaborare cu Ale Blake                      | Композитор и продюсер |
| Заморозить                        | 2018 | Monoir în colaborare cu Alina Eremia                        | Композитор и продюсер |
| Спаси ночь                        | 2018 | Monoir în colaborare cu Alexandra Stan                      | Композитор и продюсер |
| Затерянный в Стамбуле             | 2018 | Monoir in colaborare cu BRIANNA                             | Композитор и продюсер |